# Onosma setosum
Onosma setosum är en strävbladig växtart. Onosma setosum ingår i släktet Onosma och familjen strävbladiga växter.

## Underarter
Arten delas in i följande underarter:
- O. s. setosum
- O. s. transrhymnense